# Philadelphia Ramblers
Die Philadelphia Ramblers waren ein US-amerikanisches Eishockeyfranchise der American Hockey League aus Philadelphia, Pennsylvania. Die Spielstätte der Ramblers war die Philadelphia Arena.

## Geschichte
Die Philadelphia Arrows aus der Canadian-American Hockey League änderten ihren Namen im Jahr 1935 in Philadelphia Ramblers, da sie das Farmteam der New York Rangers aus der American Hockey League wurden. Nachdem sich die Canadian-American Hockey League 1936 mit der International Hockey League zur International-American Hockey League zusammenschlossen, wechselten auch die Ramblers in die neue Liga, nachdem sie zuvor in der Saison 1935/36 die Meisterschaft in der CAHL gewonnen hatten. Im Finale siegten sie gegen die ebenfalls in die IAHL gewechselten Providence Reds.

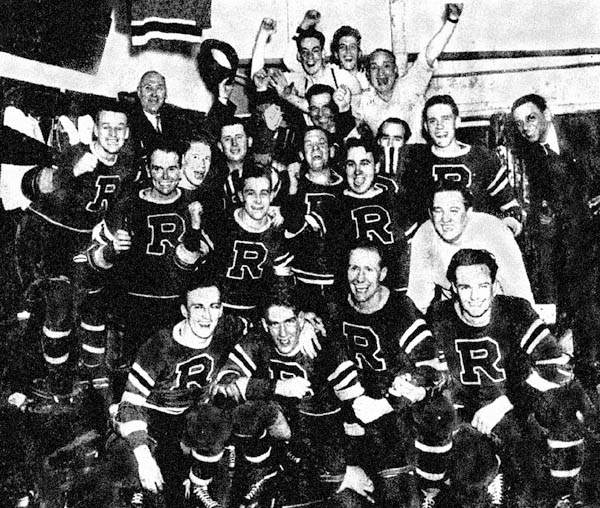
Ramblers 1938/39

Gleich in ihrer ersten AHL-Saison erreichten die Ramblers das Finale, unterlagen dort jedoch den Syracuse Stars mit 1:3 Siegen. Nachdem Philadelphia im folgenden Jahr in der zweiten Playoff-Runde gescheitert war, erreichte es in der Saison 1938/39 zum zweiten Mal die Finalspiele um den Calder Cup, verlor jedoch erneut. Dieses Mal musste sich das Team den Cleveland Barons mit 1:3 in der Best-of-Five-Serie geschlagen geben.
Im Anschluss verpassten die Ramblers zwei Mal die Playoffs und die New York Rangers beendeten ihrer Zusammenarbeit mit dem Franchise, das sich daraufhin in Philadelphia Rockets umbenannte. Von 1955 bis 1964 spielte ein weiteres Team in der Eastern Hockey League unter dem Namen Philadelphia Ramblers, hatte mit dem AHL-Franchise jedoch keine Gemeinsamkeiten.

## Saisonstatistik
Abkürzungen: GP = Spiele, W = Siege, L = Niederlagen, T = Unentschieden, OTL = Niederlagen nach Overtime SOL = Niederlagen nach Shootout, Pts = Punkte, GF = Erzielte Tore, GA = Gegentore, PIM = Strafminuten
| Saison  | GP | W  | L  | T | OTL | SOL | Pts | GF  | GA  | Platz    | Playoffs                        |
| ------- | -- | -- | -- | - | --- | --- | --- | --- | --- | -------- | ------------------------------- |
| 1936–37 | 48 | 26 | 14 | 8 | —   | —   | 60  | 149 | 106 | 1., East | Niederlage im Finale            |
| 1937–38 | 48 | 26 | 18 | 4 | —   | —   | 56  | 134 | 108 | 2., East | Niederlage in der zweiten Runde |
| 1938–39 | 54 | 32 | 17 | 5 | —   | —   | 69  | 214 | 161 | 1., East | Niederlage im Finale            |
| 1939–40 | 54 | 15 | 31 | 8 | —   | —   | 38  | 133 | 170 | 4., East | nicht qualifiziert              |
| 1940–41 | 56 | 25 | 25 | 6 | —   | —   | 56  | 166 | 167 | 4., East | nicht qualifiziert              |

## Team-Rekorde

### Karriererekorde
Spiele: 204  Lude Wareing
Tore: 72  Lude Wareing
Assists: 89  Lloyd Roubell
Punkte: 150  Lude Wareing
Strafminuten: 132  Hugh Gustafson